# Pély
Pély község Heves vármegyében, a Hevesi járásban.

## Fekvése
A közel 1400 lakosú település a vármegye déli csücskében fekszik, Budapesttől mintegy 130 kilométerre keletre, a Tiszától 7 kilométerre nyugatra, a folyó jobb parti oldalán. Területi elhelyezkedésére jellemző, hogy az M3-as autópálya 30 perc alatt, a Mátra 40 perc alatt elérhető, a Tisza-tó pedig mindössze 20 kilométerre (földúton 10 kilométerre) van tőle.
A közvetlen szomszédos települések: észak felől Hevesvezekény, északkelet felől Tarnaszentmiklós, kelet felől Kisköre, délkelet felől Tiszabura, dél felől Tiszaroff és Tiszasüly, délnyugat felől Jászkisér, nyugat felől Jászivány, északnyugat felől pedig Heves. A fentiek közül a Tisza- és Jász- előtagú települések mind Jász-Nagykun-Szolnok vármegyéhez tartoznak, Tiszabura és Tiszaroff ezen belül is a Tisza túlsó, bal parti oldalán helyezkedik el.
Külterületeinek jelentős része – a falu központjától északra eső területek szinte teljes egésze – a Hevesi Füves Puszták Tájvédelmi Körzethez tartozó, természetvédelmi oltalom alatt álló terület.

### Megközelítése
Csak közúton közelíthető meg: Heves felől a 31-es főútból kiágazó 32 111-es számú mellékúton, illetve a Heves-Tiszabura közti 3209-es útról letérve, Tarnaszentmiklóson át, ugyanazon az úton. Jászkisér irányából egy számozatlan, alsóbbrendű mellékúton érhető el.
Vasútvonal nem érinti, a legközelebbi vasúti csatlakozási lehetőséget a Kál-Kápolna–Kisújszállás-vasútvonal Tarnaszentmiklós vasútállomása kínálja, mintegy 8 kilométerre északkeletre.

## Története
A községtől északra halad el a szarmaták által 324 és 337 között épített, a Dunát a Tiszával összekötő Csörsz árok nyomvonala.
Régóta lakott település, keletkezése 1234-re tehető a dokumentumok szerint, ahol a Peel néven említik először.
Kezdetben királyi várbirtok, a hevesi vár tartozéka volt, melyet II. András király 1234-ben az Aba nemzetséghez tartozó Demeter királyi főétekfogónak és később dorogi főispánnak adományozott.
Pély lakói valószínűleg besenyők voltak, de a település a tatárjárás idején lakóival együtt elpusztult.
A 14. században a Nekcsey család birtoka lett, Zsigmond király azonban hűtlenségük miatt elvette tőlük, és 1403-ban Kompolthi István ítélőmesternek adományozta.
1403 után sűrűn váltották egymást a birtokosok:
Az 1546. évi adóösszeíráskor Losonczy Istvánt írták össze mint Pély birtokosát.
1552-ben Wesselényi Pál és Deák János birtoka volt.
1693-ban Glöcksberg ezredes és a Repeczky család volt itt birtokos.
1741-ben pedig a Nyáry család volt a település legnagyobb birtokosa.
A 19. század elején több birtokosé volt: így az Orczy, gróf Szapáry, gróf Esterházy, Bernáth, Radics, Dobóczky, Farkas és Freizeizn családok voltak a település birtokosai.
A falu többször elnéptelenedett, kétszer a török pusztította el, 1869-ben tűzvész, majd 1888-ban árvíz áldozata lett.
A község a Tisza árterülete volt, évente kétszer öntötte el a víz. Ez az állapot a folyó szabályozásával és az ehhez kapcsolódó belvízelvezető csatornák kiépítésével megszűnt. Az eltűnt mocsárvilág helyét szikesek foglalták el. Az 1946-ban megkezdett folyószabályozás emlékei még megtalálhatóak itt.
1862-ben épült meg a Sajfoki zsilip (eredeti emléktáblája ma is látható) 1878-ban helyezték üzembe a Sajfoki belvízátemelő szivattyútelepet angol gőz szivattyúval, amit 1879-ben már magyar gyártmányú gépekkel egészítettek ki. Ez volt hazánk első belvízátemelő szivattyútelepe – ma is működőképes. Értékes vízügyi és műszaki emlék. Az 1970-es évtizedben kiépült a közműrendszer.

## Közélete

### Polgármesterei
| Időszak   | Név           | Jelölő szervezet | Megjegyzés |
| --------- | ------------- | ---------------- | ---------- |
| 1990–1994 | Kalmár Mária  | független        |            |
| 1994–1998 | Kalmár Mária  | független        |            |
| 1998–2002 | Kalmár Mária  | független        |            |
| 2002–2006 | Kalmár Mária  | független        |            |
| 2006–2010 | Ari Norman    | független        |            |
| 2010–2014 | Ari Norman    | független        |            |
| 2014–2019 | Ari Norman    | független        |            |
| 2019–2024 | Bakondi Péter | független        |            |
| 2024–     | Bakondi Péter | független        |            |

## Népessége
A település népességének változása:
| Lakosok száma | 1345 | 1348 | 1359 | 1357 | 1318 | 1308 | 1306 |
|               | 2013 | 2014 | 2015 | 2021 | 2022 | 2023 | 2024 |

2001-ben a település lakosságának 89%-a magyar, 11%-a cigány nemzetiségűnek vallotta magát.
A 2011-es népszámlálás során a lakosok 87,3%-a magyarnak, 13,5% cigánynak mondta magát (12,5% nem nyilatkozott; a kettős identitások miatt a végösszeg nagyobb lehet 100%-nál). A vallási megoszlás a következő volt: római katolikus 58%, református 2,2%, görögkatolikus 0,3%, felekezeten kívüli 15,2% (23,7% nem nyilatkozott).
2022-ben a lakosság 93,1%-a vallotta magát magyarnak, 2,5% cigánynak, 0,1-0,1% bolgárnak, ruszinnak, ukránnak, románnak és lengyelnek, 0,5% egyéb, nem hazai nemzetiségűnek (6,6% nem nyilatkozott; a kettős identitások miatt a végösszeg nagyobb lehet 100%-nál). Vallásuk szerint 40,2% volt római katolikus, 2% református, 0,5% görög katolikus, 0,1% ortodox, 1,1% egyéb keresztény, 0,9% egyéb katolikus, 15,9% felekezeten kívüli (39,2% nem válaszolt).

## Nevezetességei
Pély természetes növényzete sajátos, elsősorban fűfélékből áll (sziki sóvirág, kákacsomó).
Az 1200 hektáros pélyi szikest 1978-ban nyilvánították védetté. Ezen a területen egykor mocsár volt.
A szikes, amely ma természetvédelmi terület a Hevesi Füves Puszták Tájvédelmi Körzet egyik legértékesebb része. Jellegében, növény- és állatvilágában a Hortobágyhoz hasonlít. A „füvek birodalmát” mesterségesen telepített erdőfoltok tarkítják, arculata évszakonként változik, tavasszal szürkés-zöldre, majd vörösre és később sárgára. Fehér foltjaival tarkítja a környéket a párolgó víz által felszínre kerülő só is.
Madárvilága változatos, számos faj fészkel itt a kékvércsétől az ugartyúkig, a bíbictől a pacsirtáig. A téli pélyi szikes állatvilága is gazdag, fácánok, őzek, nagy testű ragadozó madarak teszik színesebbé a fehér hótakarót. A terület szabadon látogatható.
A falu másik nagy kiterjedésű természetvédelmi területe a Tisza árterén található Pélyi Madárrezervátum, a Közép-Tiszai Tájvédelmi Körzet kiemelt területe.
A tájvédelmi körzet egyes területei csak engedéllyel látogathatók, de a Tisza töltésén sétálva is szép látványban lehet részünk.
A Tisza hullámterében még a régi vízivilágra jellemző élet van, ártéri fűz-nyár ligeterdők vadszőlő indákkal, nedves rétek, mocsárrétek, holtágak. A főleg madárvonulás idején látható ritka fajok, feketególyák, szürkegémek, kócsagok, kanalasgémek, télen egy-egy rétisas, maradandó élményt nyújtanak.

### Pély építészeti értékei
- A Szent Demeter nevét viselő római katolikus templom[14] 1764-ben épült. Többször felújították, átalakították. Mai formáját 1912–13-ban nyerte el, amikor a régi szentélyt mint mellékhajót felhasználva új templomot építettek. Így jött létre a szabadon álló, oldaltornyos, kereszthajós (ritka építészeti forma) barokk részeket is tartalmazó templom.
- A 19. században készült a Nepomuki Szent János-szobor, jelenleg a falu egyetlen műemléke.

A község múltja és jelene a Tiszához kötődik. A folyamszabályozás előtti széles ártérben magaslatokra (hátakra) települt. Az egykori falurészek településszerkezete és elhelyezkedése ma is ezt tükrözi. A régi korokat idéző építészet mellett azonban megtalálhatók a településen a kortárs művészek alkotásai is. A falut pártoló művészek jóvoltából több köztéri szobor, alkotás teszi teljessé a faluképet.

## Itt született
- 1935. november 23-án Törőcsik Mari, a Nemzet Színésze és A Nemzet Művésze címmel kitüntetett, háromszoros Kossuth-díjas és kétszeres Jászai Mari-díjas magyar színésznő († 2021. április 16., Szombathely)
- 1946. március 7-én Koncz Zsuzsa Kossuth- és Liszt Ferenc-díjas magyar énekesnő